# Jean-Baptiste de Durfort
Jean-Baptiste de Durfort (* 28. Januar 1684; † 8. Juli 1770 in Paris) war Duc de Duras, Marschall von Frankreich und Pair de France.

## Leben
Jean-Baptiste de Durfort ist der Sohn von Jacques-Henri de Durfort, duc de Duras, Marschall von Frankreich, und Marguerite-Felice de Levis-Ventadour. Durch den Tod seines älteren Bruders Jacques-Henri II. wurde er im September 1697 Herzog von Duras, Marquis de Blanquefort, Comte de Rauzan, Baron de Pujols, de Landrouet et, de Cypressac, Seigneur de Chitain, d’Urbize, de Cambert etc. (sein Vater war 1689 zurückgetreten und starb 1704).
Am 10. Juni 1702 nahm er im Rahmen des Spanischen Erbfolgekriegs an dem misslungenen Überraschungsangriff auf Nijmegen teil. Am 30. März 1710 wurde er zum Maréchal de camp und am 31. März 1720 wurde er zum Lieutenant-général des Armées du Roi ernannt. Am 13. Mai 1731 wurde er in den Orden vom Heiligen Geist aufgenommen. 1733 gab er seine Titel an seinen Sohn Emmanuel-Félicité de Durfort weiter. Im Polnischen Erbfolgekrieg nahm er an der Belagerung der Festung Kehl (19. bis 29. Oktober 1733) und der Belagerung von Philippsburg (1734) teil. 1741 wurde er zum Marschall von Frankreich ernannt. 1755 wurde er zum Gouverneur der Franche-Comté ernannt. Im Dezember 1755 wurde das Herzogtum Duras zu seinen Gunsten zur Pairie erhoben, die Registrierung erfolgte am 12. Februar 1757.

## Ehe und Familie
Er heiratete am 6. Januar 1706 Marie Angélique Victoire de Bournonville (* 23. Januar 1686; † 29. September 1764), Tochter von Alexandre-Albert-François-Barthelemy, Duc et Prince de Bournonville, Comte de Henin, und Charlotte-Victoire d’Albert de Luynes.
Ihre Kinder sind:
- Victoire Félicité de Durfort (* 1706; † 17. Oktober 1753); ⚭ (1) 10. Februar 1720 Henry James Fitzjames, Duc de Fitzjames († 13. Oktober 1721), Mestre de camp d’infanterie, Gouverneur du Haut et Bas Limousin, Sohn von James Fitzjames, 1. Duke of Berwick, 1. Duque de Fitzjames, Pair de France, Marschall von Frankreich, und Anne Bulkeley; ⚭ (2) 19. April 1727 Louis-Marie-Augustin d’Aumont († 13. April 1782), Duc d’Aumont, Baron de Rochebaron, Lieutenant-géneral, Pair de France, Premier Gentilhomme de la Chambre du Roi, Sohn von Louis Marie d’Aumont, Duc d’Aumont, Pair de France, und Caterine de Guiscard (Haus Aumont)
- Geneviève de Durfort (* 1712; † 1715, 3 Jahre alt)
- Louis Henri de Durfort (* 3. Oktober 1709; † 25. Oktober 1722)
- Marie-Madeleine de Durfort (* 1713; † 13. November 1737); ⚭ 20. Oktober 1727 Emmanuel Dieudonné, Marquis de Hautefort, Comte de Surville († 30. Januar 1777), Mestre de camp du régiment de Condé infanterie, Sohn von Louis-Charles de Hautefort, Marquis de Surville, Lieutenant-général des Armées du Roi, und Anne-Louis de Crevant-d’Humiéres
- Henri Louis Alexandre de Durfort (* 18. Oktober 1714)
- Emmanuel-Félicité de Durfort (* 19. September 1715; † 6. September 1789 in Versailles), 1733 4. Duc de Duras; ⚭ (1) 1. Mai 1733 Charlotte Antoinette de La Porte-Mazarin (* 24. März 1718; † 6. September 1735), die einzige Tochter und präsumptive Erbin von Guy Jules Paul de La Porte, Duc de La Meilleraye et de Mazarin (Haus La Porte), und Louise Françoise de Rohan-Soubise; sie starb vor ihrem Vater; ⚭ (2) Juni 1736 Louise-Françoise de Coëtquen († 2. Januar 1802), Erbtochter von Marie Auguste, Marquis de Coëtquen, und NN de Châteaubriand.